# Stemma del Somaliland
Lo stemma del Somaliland è stato approvato il 14 ottobre 1996 dalla stessa conferenza che ha introdotto la nuova bandiera. Esso consiste di un cerchio color oro al cui interno sono collocati un'aquila che sorregge una bilancia con la testa al di sopra di una stretta di mano, tutto affiancato da due rami d'ulivo. In cima allo stemma si trova la Basmala.